# 斯捷爾日湖
斯捷爾日湖是俄羅斯的湖泊，位於特維爾州內，是伏爾加河流過的第一個湖泊，長12公里、闊1.5公里，面積18平方公里，平均深度5米，最大深度8米。